# Zlatina, Varna
Zlatina (în bulgară Златина) este un sat în comuna Provadia, regiunea Varna,  Bulgaria. 

## Demografie
Componența etnică a satului Zlatina
     Turci (16,15%)
     Bulgari (56,15%)
     Romi (25,76%)
     Nicio identificare (1,92%)
La recensământul din 2011, populația satului Zlatina era de 260 locuitori. Din punct de vedere etnic, majoritatea locuitorilor (56,15%) erau bulgari, existând și minorități de romi (25,76%) și turci (16,15%). Pentru 1,92% din locuitori nu este cunoscută apartenența etnică.